# Spermophorides mamma
Spermophorides mamma là một loài nhện trong họ Pholcidae. Loài này có ở quần đảo Canaria.